# Lapeirousia sandersonii
Lapeirousia sandersonii är en irisväxtart som beskrevs av John Gilbert Baker. Lapeirousia sandersonii ingår i släktet Lapeirousia och familjen irisväxter. Inga underarter finns listade i Catalogue of Life.